# Ichneumon zherichini
Ichneumon zherichini är en stekelart som beskrevs av Heinrich 1978. Ichneumon zherichini ingår i släktet Ichneumon och familjen brokparasitsteklar. Inga underarter finns listade i Catalogue of Life.